# Entoproctes
Els entoproctes (Entoprocta, gr. "anus interior") constitueixen un fílum d'animals majoritàriament marins i sèssils de 0,1 mm a 7 mm. Presenten un lofòfor i es distingeixen dels altres lofoforats per la posició de l'anus que queda inclòs en la corona tentacular.

## Característiques
Els individus madurs tenen forma de calze semiesfèric sobre un peduncle contràctil relativament llarg que els fixa al substrat. En les espècies colonials hi ha també un estoló que uneix a tota la colònia. Presenten una corona amb tentacles sòlids els cilis dels quals generen corrents d'aigua que atreuen i filtren partícules d'aliment cap a la boca, i tant la boca com l'anus se situen dins la corona. Els briozous, similars superficialment als entoproctes, tenen l'anus fora de la corona de tentacles. No hi ha aparell respiratori ni circulatori. L'aparell excretor està format per protonefridis.
La majoria de famílies d'entoproctes són colonials, i totes, excepte dues de les espècies conegudes, són marines. Uns pocs espècimens solitaris es poden moure lentament.

## Taxonomia
El fílum Entoprocta inclou 199 espècies, repartides en quatre famílies:
- Família Barentsiidae Emschermann, 1972
- Família Loxokalypodidae Emschermann, 1972
- Família Loxosomatidae Hincks, 1880
- Família Pedicellinidae Johnston, 1847